# Sclerot

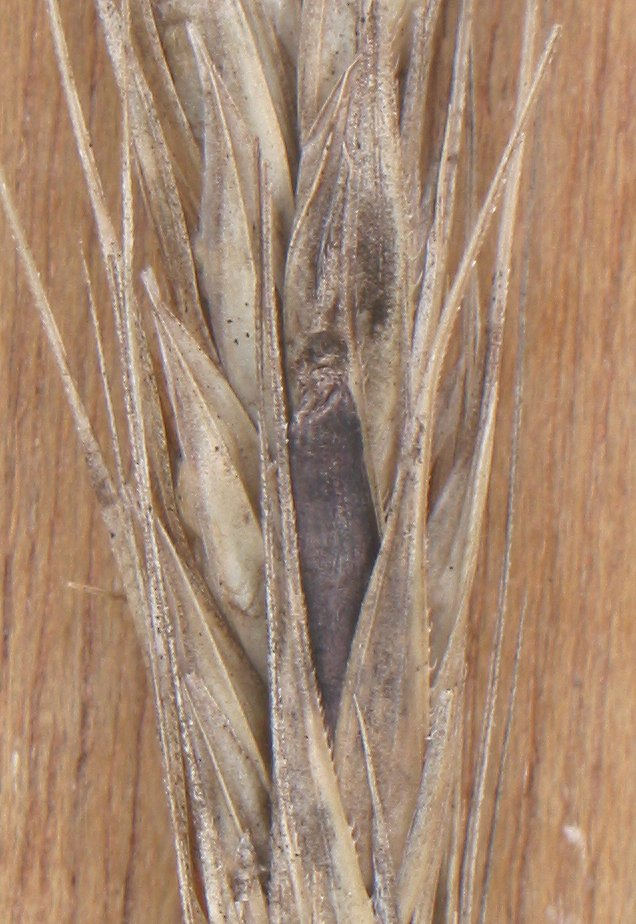
Scleroți ai ciupercii Claviceps purpurea
pe un spic de secară (Secale cereale)

Scleroții  fac parte dintre formele de rezistență ale ciupercilor parazite alături de: miceliul de rezistență, stroma, rizomorfe. Aceștia prin germinare dau naștere unui miceliu vegetativ sau fructificații. Câteva ciuperci care formează scleroți: Claviceps purpurea, Sclerotina sp., Botrytis sp., Rhizoctonia sp.

### Morfologie
Scleroții au, de obicei, o consistență tare, cu aspect neregulat și cărbunos. Dimensiunile acestora sunt diferite.

### Structură
Sunt organe de rezistență ce posedă o structură compactă. Sunt formați din paraplectenchim și prosoplectenchim. Paraplectenchimul este localizat la periferie iar prosoplectenchimul sclerotului este localizat la interior.

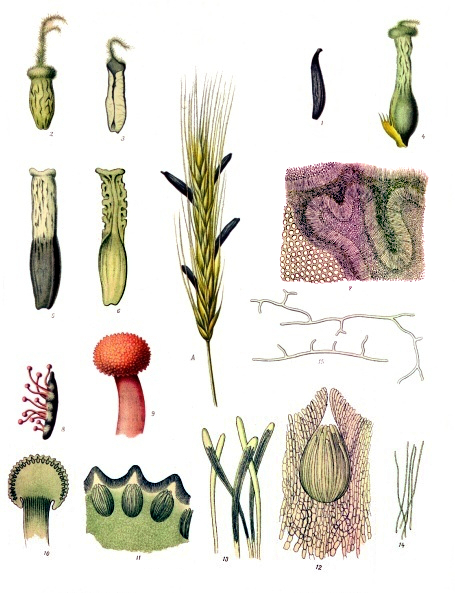
A. Spic de secară cu scleroți. 1. Sclerot 8. Sclerot germinat 9.Formațiune măciucată roz (stromă)